# Lawrence Atkinson
Lawrence Atkinson (17. ledna 1873 – 21. září 1931) byl anglický malíř, hudebník a básník.

## Životopis
Narodil se v Chorltonu u Medlocku, nedaleko Manchesteru v Anglii. Přestěhoval se do Paříže, kde studoval hudební skladbu. Po návratu do Londýna začal malovat, zřejmě maloval především krajinu ve stylu ovlivněném Matissem a fauvisty (téměř všechny tyto práce jsou ztraceny). Jeho malířský styl se radikálně změnil po seznámení s W. Levisem a vorticisty. Psal také poezii v moderním stylu. Lawrence Atkinson zemřel v Paříži 21. září 1931.

## Galerie

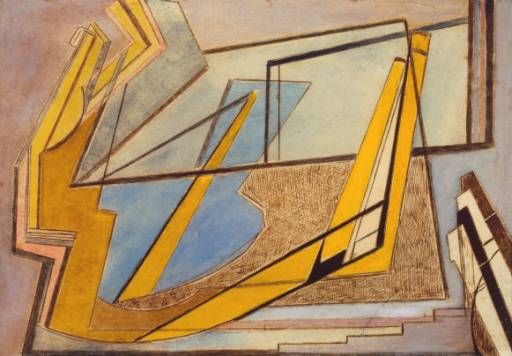
The Lake (Jezero), 1915–1920
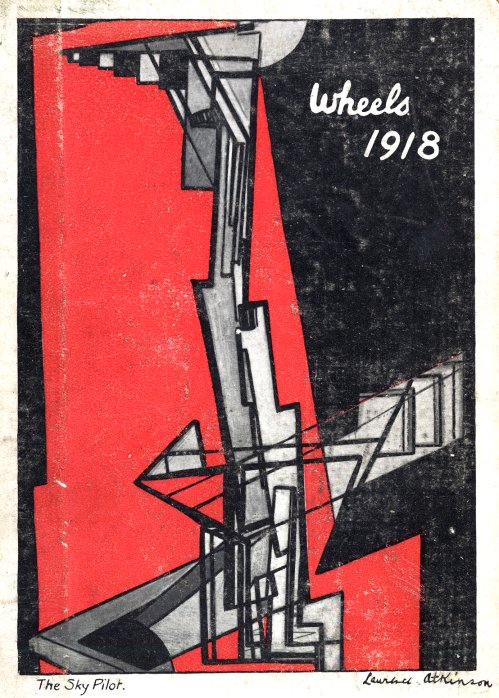
Sky Pilot (Hvězdný letec) pro obálku 'Wheels, 1918
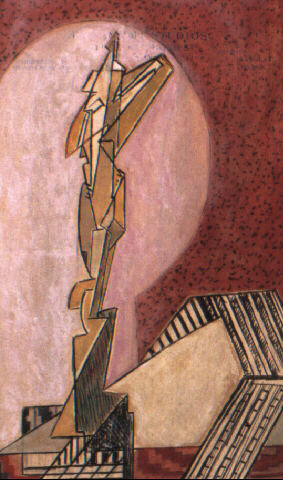
Abstraktní kompozice